# إيلاريو كاستانجر
إيلاريو كاستانجر (بالإيطالية: Ilario Castagner)‏، (مواليد 1940). بدأ مسيرته الاحترافية لاعبًا في نادي ريجينا قبل أن ينتقل لنادي بيروجيا. درب إيه سي ميلان لموسمين 1982-1984 قبل أن يدرب الإنتر لموسم واحد. من تنقل بين الأندية وكان أبرزها نادي لاتسيو.

## روابط خارجية
- إيلاريو كاستانجر على موقع قاعدة بيانات كرة القدم.إي يو (الإنجليزية)
- إيلاريو كاستانجر على موقع عالم كرة القدم.نت (الإنجليزية)